# Державний архів Хмельницької області
Державний архів Хмельницької області — місцева державна архівна установа.

## Адреса
- 29000 Україна, Хмельницький, вул. Грушевського, 99 (корп. №1), вул. Героїв Майдану, 4 (корп. №2)

## Історія
У квітні 1922 року створено Кам'янецьке повітове архівне управління, 1925 року — Кам'янецьке окружне архівне управління, 1930 року — Кам'янецьке окружне архівне управління — Кам'янець-Подільське місцеве архівне управління.
1 березня 1932 року Кам'янець-Подільське місцеве архівне управління перейменовано на Кам'янець-Подільський обласний державний історичний архів. 1932 року при Вінницькому облвиконкомі було створено обласне архівне управління, якому підпорядковано Вінницький обласний, Кам'янець-Подільський, Проскурівський, Бердичівський, Уманський історичні архіви, а також райміськархіви.
1947 року обласний архів передали в підпорядкування МВС УРСР по Кам'янець-Подільській області. 16 січня 1954 року Держархів Кам'янець-Подільської області перейменовано на Хмельницький обласний державний архів у Кам'янці-Подільському. 1980 року його перейменовано на Державний архів Хмельницької області, який до 1990 року перебував у Кам'янці-Подільському. У квітні 1990 року розпорядженням облвиконкому архів перевезено з Кам'янця-Подільського до Хмельницького в нове типове приміщення.
19 Листопада 2019 року поліція Хмельницької Області відкрила провадження на Директора Архіва Володимира Байдич за знущання над Тваринами ч.3 ст. 299 Кримінального кодексу України. Але Згодом після експертизи в Харкові Справа була закрита.
7 лютого 2020 року Володимира Байдич звільнили з посади

## Фонди
- 8076 фондів, 1 944 953 одиниці зберігання (9308 л. м.) за 1717—2008 роки[3]
- 258 одиниць зберігання науково-технічної документації за 1967—1990 роки
- 8 одиниць зберігання кінодокументів за 1944—1993 роки
- 39 943 одиниці зберігання фотодокументів за 1917—2008 роки
- 424 одиниці зберігання фонодокументів за 1957—2008 роки
- 247 одиниць зберігання відеодокументів за 1990, 1993, 1996—2007 роки